# 沙特阿拉伯東正教
東正教徒，在沙特阿拉伯的是少數由不同國籍的人組成的。
沙特阿拉伯公民中基督徒的正式百分比為零，沙特阿拉伯当局禁止一切非伊斯蘭教的宗教活動。希臘東正教有一些勢力，在沙特阿拉伯的東正教徒主要包括埃及人、敘利亞人、巴勒斯坦人和黎巴嫩人。